# Igłowice (Namysłów)
Igłowice (deutsch Haugendorf) ist eine Ortschaft in Niederschlesien. Der Ort liegt in der Gmina Namysłów im Powiat Namysłowski in der Woiwodschaft Oppeln in Polen.

## Geographie

### Geographische Lage
Das Dorf Igłowice liegt 10 Kilometer nordöstlich der Gemeinde- und Kreisstadt Namysłów (Namslau) sowie 62 Kilometer nördlich der Woiwodschaftshauptstadt Opole (Oppeln). Nördlich des Ortes liegt die Grenze zur Woiwodschaft Großpolen. Diese bildete bis 1939 die Grenze zwischen Polen und dem Deutschen Reich.
Der Ort liegt in der Nizina Śląska (Schlesische Tiefebene) innerhalb der Równina Oleśnicka (Oelser Ebene). Das Dorf liegt an der Studnica, einem linken Zufluss der Widawa. Der Ort liegt an den Schienen der stillgelegten Bahnstrecken Syców–Bukowa Śląska sowie Namysłów–Kępno.

### Nachbarorte
Nachbarorte von Igłowice sind im Norden Skoroszów (Skorischau), im Südwesten Bukowa Śląska (Buchelsdorf) und im Westen Baldwinowice (Belmsdorf).

## Geschichte
Der Ort wurde 1300 erstmals als Haugendorf erwähnt. Der Ortsname leitet sich vom Personennamen Hugo ab, das Dorf des Hugo. 1353 wurde der Ort als Hugindorff sowie 1360 als Hugendorf erwähnt.
Nach dem Ersten Schlesischen Krieg 1742 fiel Haugendorf mit dem größten Teil Schlesiens an Preußen.
Nach der Neuorganisation der Provinz Schlesien gehörte die Landgemeinde Haugendorf ab 1816 zum Landkreis Namslau im Regierungsbezirk Breslau. 1845 bestanden im Dorf 12 Häuser. Im gleichen Jahr lebten in Haugendorf 125 Menschen, davon 27 evangelisch. 1874 wurde der Amtsbezirk Buchelsdorf gegründet, welcher die Landgemeinden Buchelsdorf und Haugendorf und den Gutsbezirken Buchelsdorf und Haugendorf umfasste.
Mit der Wiedergründung des polnischen Staates nach dem Ersten Weltkrieg wurde das nördlich gelegene Reichthaler Ländchen Polen zugeordnet. Haugendorf verblieb beim Deutschen Reich, wurde jedoch zu einem Grenzort. 1933 zählte Haugendorf 134 sowie 1939 180 Einwohner. Bis 1945 gehörte der Ort zum Landkreis Namslau.
1945 kam der bisher deutsche Ort unter polnische Verwaltung, wurde in Igłowice umbenannt und der Woiwodschaft Schlesien angeschlossen. 1950 wurde Igłowice der Woiwodschaft Oppeln zugeteilt. 1999 wurde es Teil des wiedergegründeten Powiat Namysłowski.